# Heathfield Hall
Heathfield Hall (parfois appelé Heathfield House) est une maison à Handsworth, dans le Staffordshire (la zone est intégrée à Birmingham en 1911), en Angleterre, construite pour l'ingénieur James Watt.
En 1790, l'associé de Watt, Matthew Boulton, lui recommande l'architecte Samuel Wyatt, qui avait conçu sa maison, Soho House, en 1789. Watt demande à Wyatt de concevoir Heathfield Hall.

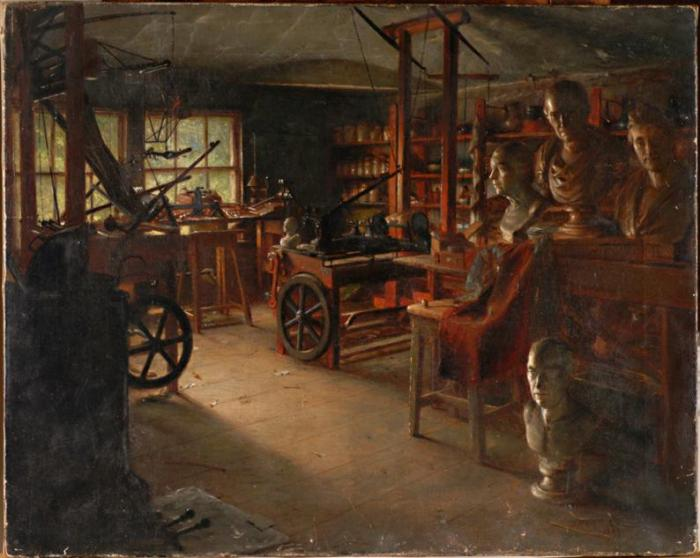
La salle de travail de Watt, à Heathfield, peinte en 1889 par Jonathon Pratt

Watt décède dans la maison en 1819, et est enterré à proximité, à St Mary's Church. Son atelier mansardé a ensuite été scellé, et peu de gens ont été autorisés le visiter. Son contenu (plus de 8 300 objets, y compris les meubles, les fenêtres, les portes et la cheminée) a finalement été déménagé en 1924 pour recréer l'atelier au Sciences Museum de Londres, où ils peuvent néanmoins être vus.
Après que toute une série de propriétaires aient vendu les terres dépendant de la villa pour permettre le développement d'autres villas mitoyennes, l'ingénieur George Tangye achète Heathfield Hall dans les années 1880. Il y vit jusqu'à sa mort en 1920. Sa famille vend ensuite la maison et, à partir de 1927, la villa est démolie et les terres réaménagées,.
Ce qu'à été la propriété de Heathfield Estate correspond à présent aux terrains entre West Drive et North Drive à Handsworth, un quartier qui s'est développé dans les années 1930 avec un certain nombre de maisons de type Arts and Crafts et des maisons de style moderne.